# Sayn-Wittgenstein-Wittgenstein
Sayn-Wittgenstein-Wittgenstein fue un condado del Sauerland, en Alemania. Sayn-Wittgenstein-Wittgenstein era una partición de Sayn-Wittgenstein, que comprendía la porción meridional del Condado de Wittgenstein. En 1657, fue dividido en Sayn-Wittgenstein-Hohenstein y Sayn-Wittgenstein-Vallendar.

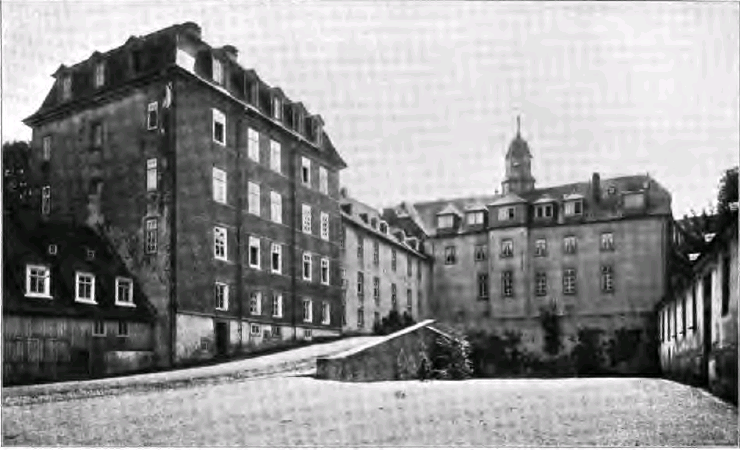
Castillo de Wittgenstein (en las cercanías de Bad Laasphe) en 1903.

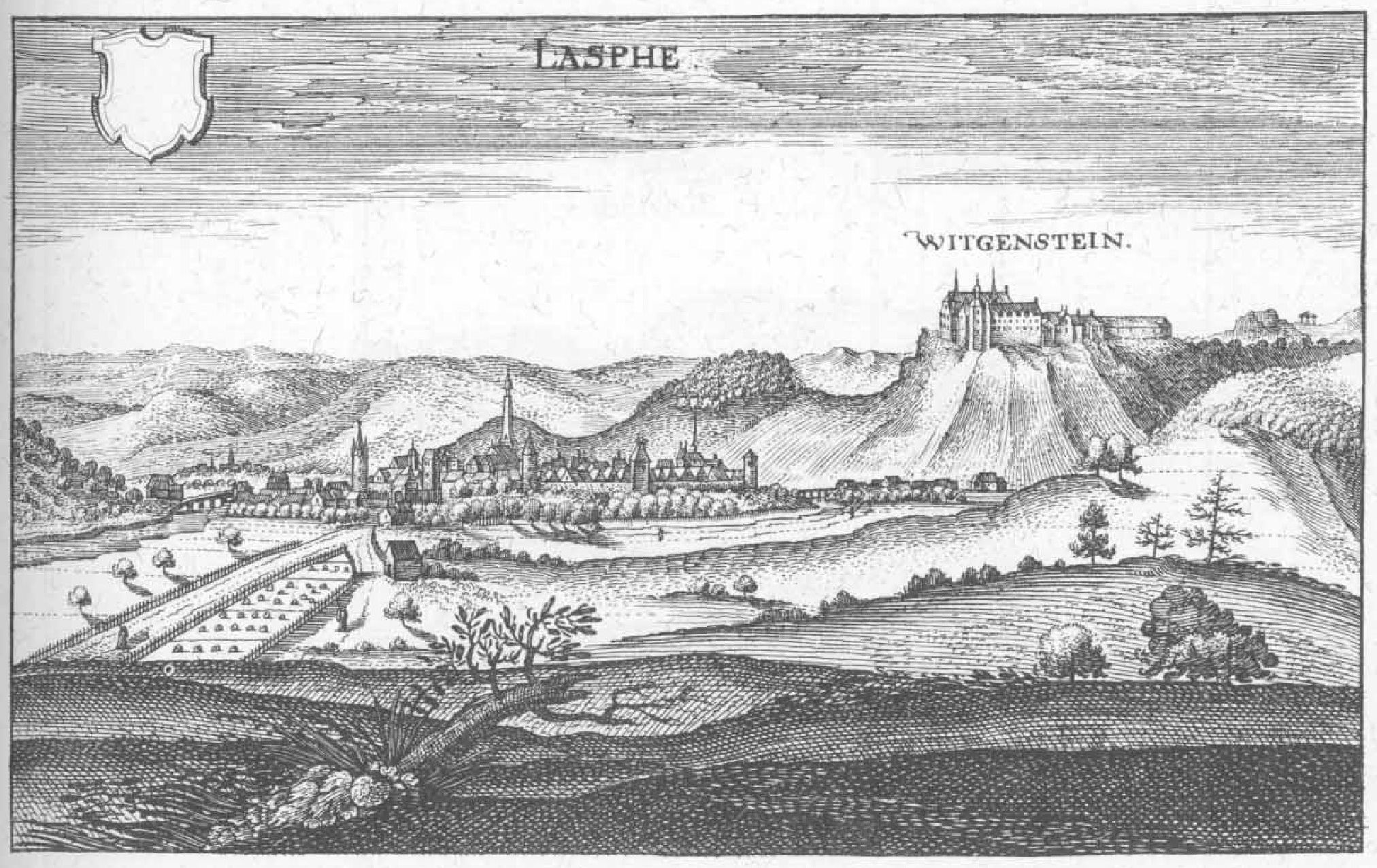
Laasphe y el Castillo de Wittgenstein en 1655.

## Condes de Sayn-Wittgenstein-Wittgenstein (1607-1657)
- Luis II (1607-34)
- Juan (1634-57)

- Datos: Q3821604